# Exema canadensis
Exema canadensis är en skalbaggsart som beskrevs av Pierce 1940. Exema canadensis ingår i släktet Exema och familjen bladbaggar. Inga underarter finns listade i Catalogue of Life.